# Vodnářka krabožravá
Vodnářka krabožravá (Fordonia leucobalia) je had z čeledi vodnářek (Homalopsidae), jediný zástupce samostatného rodu Fordonia. Jakožto druh vázaný na mangrovové porosty a přidružené bažiny se vyskytuje zejména při pobřeží orientální oblasti. Areál výskytu sahá od Nikobarských ostrovů přes pevninskou jihovýchodní Asii a Malajské souostroví až na Filipíny, směrem jižně pak až po severní pobřeží australského kontinentu. Vodnářky občasně pronikají i do monzunových lesů či na otevřené moře, trvale zde však nežijí.
Jde o robustního hada s krátkou a širokou hlavou, jen nezřetelně odlišenou od krku, a krátkým špičatým ocasem. Celková délka činí asi 95 cm. Tělo pokrývají hladké šupiny, barevný vzor je relativně variabilní. Svrchní partie bývají tmavě šedé nebo hnědé se světlými skvrnami, případně světle šedé, žluté nebo oranžové s tmavými nebo světlými skvrnami. Spodek těla je krémový, občas s tmavým skvrnitým vzorem. Retní štítky bývají žlutavé.
Vodnářka krabožravá je aktivní během noci, zatímco přes den nalézá útočiště v některé z nor vyhloubených tvory žijícími v přílivové zóně. Jak již jméno napovídá, jde o hada dobře adaptovaného životu ve vodě, přičemž jeho nejčastější potravu představují krabi. Lovit však může i jinou kořist, například drobné ryby. K chycení kořisti využívá zvětšené zadní tesáky. Společně s krabožravou vodnářkou Gerarda prevostiana představují tyto vodnářky raritní případ hadů, kteří dovedou svou kořist trhat na kusy. Ačkoli oba dva druhy preferují stejnou potravu, nemusejí si konkurovat, poněvadž vodnářka krabožravá se soustředí zvláště na lov krabů s tvrdou schránkou, zatímco G. prevostiana loví čerstvě svlečené kraby. Vodnářka krabožravá je vejcoživorodá; na svět přichází 6–15 háďat, každé měří asi 18 cm.
Vodnářka krabožravá je ve své domovině hojná, často lze dokonce pozorovat jejich početné skupiny. Napříč svým areálem výskytu také obývá řadu chráněných oblastí. Mezinárodní svaz ochrany přírody (IUCN) ve svém vyhodnocení stavu ohrožení z roku 2018 považuje tento druh za málo dotčený. Lokální ohrožení může pramenit ze ztráty biotopů.